# گودپات
در شبکه‌های رایانه‌ای، خوب‌داد (به انگلیسی: goodput)، گذرداد در لایه-کاربرد یک شبکه است؛ یعنی شمار بیت‌های مفیدی که شبکه در واحد زمان به یک مقصد مشخص تحویل می‌دهد. این مقدار، بیت‌های سربار پروتکل و همچنین بسته‌های داده بازاِرسال‌شده را شامل نمی‌شود. این مربوط به مدت زمانی است که از اولین بیتِ اولین بسته ارسال‌شده (یا تحویل‌داده‌شده) تا آخرین بیت آخرین بسته تحویل می‌شود.
برای نمونه، اگر یک فایل منتقل شود، خوب‌دادی که کاربر تجربه می‌کند، اندازه فایل برحسب بیت تقسیم‌بر زمان انتقال فایل است. خوب‌داد همیشه کمتر از گذرداد (نرخ بیت ناخالصی که منتقل می‌شود) است که معمولاً از نرخ انتقالِ داده شبکه (ظرفیت کانال یا پهنای‌باند) کمتر است.
از عواملی که باعث بازدهی کمتر از گذرداد می‌شوند عبارتند از:
- سربار پروتکل: معمولا لایه انتقال، لایه شبکه و گاهی سربار پروتکل لایه پیوند داده در گذرداد گنجانده می‌شود، اما از خوب‌داد حذف می‌شود.
- کنترل جریان لایه انتقال و جلوگیری از  ازدحام: برای مثال، شروع آهسته TCP ممکن است باعث خوب‌داد کمتر از گذرداد شود.
- بازاِرسال بسته‌های گم‌ یا تباه‌شده (به انگلیسی: corrupt) به‌سبب درخواست بازفرستی خودکار لایه انتقال (ARQ) در اثر خطاهای بیت یا ریزش بسته در سوئیچ‌ها و روترهای پُراِزدحام، در لایه پیوندداده یا گذرداد لایه شبکه گنجانده شده‌است اما در خوب‌داد نیست.

## مثال
تصور کنید که یک فایل با استفاده از اچ‌تی‌تی‌پی روی یک اتصال اترنت سوئیچ‌شده با ظرفیت کانال کل ۱۰۰ مگابیت در ثانیه منتقل می‌شود. فایل را نمی‌توان از راه اترنت به عنوان یک جریان پیوسته منتقل کرد. در عوض، باید به تکه‌هایی تقسیم شود. این تکه‌ها نباید از بیشینه واحد انتقال IP از راه اترنت، که ۱۵۰۰ بایت است، بزرگتر باشند. هر بسته به ۲۰ بایت اطلاعات هدر IPv4 و ۲۰ بایت اطلاعات سرآیند (به انگلیسی: header) تی‌سی‌پی نیاز دارد، بنابراین تنها ۱۴۶۰ بایت در هر بسته برای خود داده‌های انتقال فایل در دسترس است (لینوکس و مک‌اواس بیشتر به ۱۴۴۸ بایت محدود می‌شوند زیرا دارای مهر زمانی (به انگلیسی: time stamp) 12-بایتی هستند). علاوه بر این، داده‌ها از طریق اترنت در یک قاب منتقل می‌شوند که ۲۶ بایت سربار برای هر بسته تحمیل می‌کند. با توجه به این سربار، حداکثر گذرداد ۱۰۰ × ۱۴۶۰/۱۵۲۶ مگابیت بر ثانیه است که ۹۵٫۶۷ مگابیت بر ثانیه یا ۱۱٫۹۵۹ مگابایت بر ثانیه است.